# رزیدنت ایول همراه
رزیدنت ایول همراه (به انگلیسی: Resident Evil Portable) نام یکی از بازی‌های ساخته شده توسط شرکت کپ‌کام از سری بازی‌های رزیدنت ایول در سیستم پلی‌استیشن همراه است. این بازی، یک نسخه بازسازی شده از سری‌های پیشین نیست. رزیدنت ایول همراه، در حقیقت ساخت تمامی نسخه‌های جدید این سری در پلتفرم پی‌اس‌پی گو است.این بازی قرار بود در سال ۲۰۱۰ منتشر شود اما به دلایلی انتشار این بازی کنسل شد.